# Парк имени Академика Сахарова
Парк Акаде́мика Са́харова — парк в Калининском районе Санкт-Петербурга (Финляндский округ), ограничен Пискарёвским проспектом, проспектом Маршала Блюхера, застройкой Замшиной улицы, Бестужевской улицей. Первоначально — южная часть Пионерского парка.
Своё название парк получил в 1996 году, в 75-летие со дня рождения академика Андрея Сахарова.

## Описание
Парк располагается на площади 32,83 га. Территория расположена в низине, где находится множество ключей. Во время дождей, а также снеготаяния, парк значительно заливается водой. С конца 2010-х в парке шла реконструкция: был сделан дренаж, высажены влаголюбивые растения, устанавлено новое уличное освещение взамен проведённого в 1982 году.
В парке обитают краснокнижные виды животных, например, ушастая сова и чайка, живут белки и гнездится мускусный усач.

## Достопримечательности

Памятник «Колокол Мира»

- В 1988 году в парке был установлен «Колокол Мира» в память жертв атомных бомбардировок Хиросимы и Нагасаки. Это копия памятника жертвам атомной бомбардировки Нагасаки японского скульптора Мацуока Кунити. Памятник стал ответным даром жителей Нагасаки, в Парке Мира которого установлен памятник «Мир» работы Михаила Аникушина.
- 8 августа 2003 года в юго-восточной части парка открыт памятник жертвам радиационных аварий и катастроф (скульптор И. Б. Корнеев, архитектор В. Б. Бухаев, инженер И. Букато).

## Застройка

### Школа дзюдо имени Рахлина
С 2015 года известно о планах правительства построить в парке Сахарова школу дзюдо имени Анатолия Рахлина, у которого в молодости тренировались президент России Владимир Путин и Аркадий Ротенберг. В 2018 году предназначенный для школы участок земли вывели из ЗНОП, а официальные документы на сайте госзакупок появились 31 декабря 2020 года. Согласно опубликованному плану, общие затраты на строительство превысят 2 млрд рублей. Проект здания площадью 18 тыс. м2 разработало бюро Никиты Явейна, участник многочисленных скандалов со сносами исторических зданий в Петербурге. Согласно документации, комплекс будет работать не на массовый спорт, а для спортсменов олимпийского резерва. При строительстве планируют вырубить 74 дерева и многочисленные кустарники, зона работ будет в 30 метрах от жилых домов, а для доступа придётся делать проезд через парк. Ещё в 2018 году на общественных слушаниях жители предлагали перенести будущую школу чуть севернее, на близлежащий пустырь на пересечении проспектов Маршала Блюхера и Лабораторного. В таком случае не пришлось бы жертвовать частью зелёной зоны, а для горожан спортцентр оказался бы в пешей доступности. Массовые протесты горожан, активно набирающая подписи петиция против строительства и внимание СМИ привели к тому, что 25 марта 2021 года тендер на закупку отменили. По мнению активистов, это решение властей было продиктовано исключительно политическими причинами в преддверии выборов.
Как выяснилось позднее, проект отправили на переработку, однако изменения коснулись исключительно архитектурного решения самого здания школы: вместо бюро Явейна дизайн разработала «Инжиниринговая группа „Северо-Запад“». В конце января 2022 года Госстройнадзор выдал разрешение на строительство. В ходе работ при подготовке площадки начали выкапывать и вырубать деревья, которые по проекту должны быть сохранены. 17 марта 2022 года бывшая депутат Светлана Уткина вызвала полицию в связи с незаконно установленным забором стройки, который мешал проходу горожан по парку. Приехавшие сотрудники полиции арестовали саму Уткину, сломав ей ногу во время задержания. 25 марта 2022 года группа активистов подала в Куйбышевский районный суд Петербурга иск против петербургской службы Государственного строительного надзора и экспертизы.

### Аллея ликвидаторов
С середины 2010-х в парке планируют построить Аллею ликвидаторов-чернобыльцев, проект которой вызывает массовую критику горожан. Оригинальный план включал установку мемориальной площадки-амфитеатра и скамей с символами «Листков жизни», а также мощёные дорожки шириной 6 метров и высадку кустов сирени вдоль них. При этом пришлось бы уничтожить оригинальные взрослые деревья, которые уже росли в парке, а дизайн амфитеатра критиковали как излишне монументальный и устаревший. Второй, обновлённый проект предусматривал ширину дорожек уже в 12 метров, дополнительные скульптуры и металлические композиции. Администрация района запустила голосование по проекту, однако его результаты были аннулированы, так как обнаружился факт «накрутки» голосов. В 2021 году местные жители смогли добиться приостановки работ на участке у Памятника жертвам радиационных аварий и катастроф, так как работы велись без надлежащей документации рабочими без легальной регистрации, в ограждение попал не входящий в ордер ГАТИ участок. Позднее работы были продолжены, градозащитники и активисты пытаются остановить застройку парка.